# Madrasa de Atenas
La Madrasa de Atenas (en griego: Μεντρεσές των Αθηνών) es una antigua escuela coránica erigida en 1721 por los otomanos en el barrio ateniense de Aerides, dentro de la antigua ágora romana. En 1837, el edificio fue convertido en prisión para hombres por el rey Otón I. Siguió siendo el principal lugar de encarcelamiento en Atenas hasta que fue cerrado en los últimos años del reinado de Jorge I.

## Historia

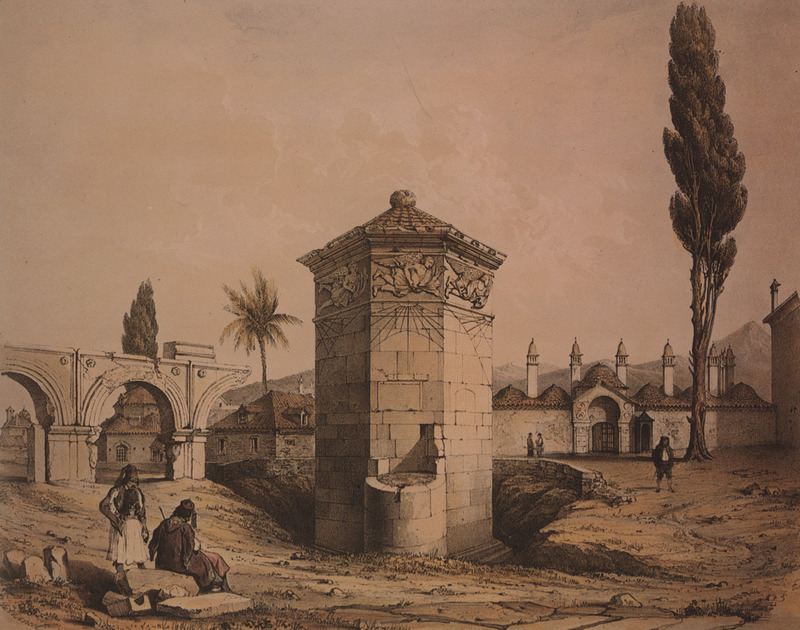
La Torre de los Vientos y la madrasa al fondo, a la derecha (Théodose du Moncel, 1842).

La escuela se construyó en 1720 o 1721 por Mehmed Fakhri. Está situada en el barrio del bazar, corazón económico, político y religioso de la ciudad durante el periodo otomano. Durante la Guerra de Independencia griega, en 1821, el lugar acogió dos asambleas de las autoridades otomanas de la ciudad.
En 1824, una lista de la filomusos, hetería de Atenas, propuso que la Academia de Bellas Artes se instalara en la antigua escuela coránica. Diez años más tarde, se propuso utilizar el solar para la construcción de la catedral católica de Atenas, pero el proyecto quedó en nada..A partir de 1837, la antigua escuela coránica se convirtió finalmente en prisión, según los planos de Christian Hansen.
Durante el golpe de Estado del 3 de septiembre de 1843, Dimítrios Kallérgis ordenó liberar a los prisioneros de la madrasa: muchos presos políticos se unieron a las filas de los insurgentes. En 1952, Yanis Macriyanis, héroe de la Guerra de Independencia griega, fue detenido allí. Varios observadores de la época describieron las condiciones de detención como especialmente difíciles debido al hacinamiento, el deterioro y la tortura. El filántropo francés de la  Benjamin Appert, que visitó la prisión madrasa a principios de agosto de 1855, contó 130 presos varones, entre ellos 21 condenados a pena capital y 7 encarcelados de por vida.
Otros presos notables de la prisión fueron Aristídis Dósios, responsable de un intento de asesinato de reina Amalia el 6 de septiembre de 1861, y el poeta Achilleas Paraschos. En 1861, a los 23 años, compuso un poema contra la opresión bávara titulado Au platane de la Médressé (en griego: Εις τον πλάτανον του Μεντρεσέ). De hecho, las ejecuciones de griegos en la horca probablemente tenían lugar en las ramas de un gran plátano situado en el centro del patio, lo que contribuyó a la detestación del lugar en la cultura popular. Este árbol maldito desempeña un papel importante en la creación artística de la Grecia moderna, sobre todo en la música a través del rebético. Según la tradición, fue plantado por Σπύρος Μπίμπισης (Spýros Bíbisis), un kleftes que se hizo célebre por el secuestro de Sophie de Marbois en junio de 1846. Sin embargo, según el historiador John Freely el plátano data de la construcción de la escuela coránica, e incluso es anterior a ella.
En 1898, unos alborotadores irrumpieron en la prisión y la saquearon. Posteriormente, en 1914, el lugar fue demolido casi en su totalidad por las autoridades, y se talaron los restos del gran plátano, alcanzado por un rayo en 1919. Las excavaciones se llevaron a cabo en 2006, y el espacio interior se utiliza actualmente para almacenar los artefactos desenterrados en el ágora romana.

## Arquitectura
En la época de su construcción, la escuela coránica constaba de pequeñas celdas en las alas sur y este que formaban una columnata alrededor de un gran patio interior. La entrada principal se encuentra en el lado sur, a través de una puerta tallada en un arco de medio punto todavía visible. Una pequeña mezquita se encuentra en el noreste. Su transformación en prisión en el siglo XIX llevó a la construcción de nuevas alas en los lados norte y oeste entre 1837 y 1845, y luego a la adición de una planta hacia 1850. Una litografía tomada de los dibujos de Théodose du Moncel en 1842 representa el edificio con una multitud de pequeñas cúpulas cubiertas de azulejos —una de las cuales sobrevive a la derecha de la puerta de entrada principal— erizadas de altas chimeneas.
Durante las excavaciones se descubrieron restos de las antiguas murallas de Atenas, construidas tras el saqueo de los hérulos en 267-268 a. C.